# Efferia stylata
Efferia stylata este o specie de muște din genul Efferia, familia Asilidae. A fost descrisă pentru prima dată de Fabricius în anul 1775. Conform Catalogue of Life specia Efferia stylata nu are subspecii cunoscute.